# Ayala/Aiara
Ayala (Basque: Aiara) là một đô thị trong tỉnh Álava, thuộc Xứ Basque, phía bắc Tây Ban Nha. Đô thị này cách thủ phủ Victoria 46 km, diện tích là 140,85 km², dân số là 2.635 người (INE 2007) với mật độ 18,71 hab./km². Mã bưu chính là 01476.

## Các đơn vị trực thuộc
- Aguíñiga.
- Añes.
- Beotegi. Junta Administrativa de Menagarai-Beotegi
- Costera.
- Erbi.
- Etxegoien.
- Izoria.
- Lejarzo.
- Llanteno.
- Luyando.
- Lujo.
- Madaria.
- Maroño.
- Menagarai. Junta Administrativa de Menagarai-Beotegi
- Menoio.
- Murga.
- Ozeka.
- Olabezar.
- Quejana.
- Respaldiza, que es la capital.
- Retes de Llanteno.
- Salmanton.
- Sojo.
- Zuaza.